# (3340) Yinhai
(3340) Yinhai est un astéroïde de la ceinture principale.

## Description
(3340) Yinhai est un astéroïde de la ceinture principale. Il fut découvert le 12 octobre 1979 à Nankin par l'observatoire de la Montagne Pourpre. Il présente une orbite caractérisée par un demi-grand axe de 2,23 UA, une excentricité de 0,19 et une inclinaison de 5,6° par rapport à l'écliptique.

## Compléments